# Little Old New York (film 1911)
Little Old New York è un cortometraggio muto del 1911 di cui non si conosce il nome del regista. Prodotto dalla Thanhouser, aveva come interpreti Ed Genung e Marguerite Snow.

## Produzione
Il film, che fu prodotto dalla Thanhouser Film Corporation, venne girato a New York.

## Distribuzione
Distribuito dalla Motion Picture Distributors and Sales Company, il film - un cortometraggio in una bobina - uscì nelle sale cinematografiche statunitensi il 13 giugno 1911.